# Chums
Chums (arab. ‏خمس‎, pol. „jedna piąta”) – prawo wspólnoty muzułmańskiej do nadwyżki indywidualnego majątku wyznawcy islamu. Historycznie stanowił religijny obowiązek armii muzułmańskiej, która była zobowiązana do przekazania jednej piątej łupów wojennych na rzecz urzędującego kalifa, sułtana, czy imama. W dzisiejszych czasach, sunnici i szyici różnią się w definicji tego, co dokładnie zawiera w sobie chums; według sunnitów jest to jedna piąta łupów wojennych, znalezionego skarbu, wydobytych minerałów itp. Podatek jest naliczany od mienia ruchomego i nie. Ze względu na to iż w teologii szyickiej-imamickiej zbrojny dżihad ofensywny jest „zawieszony” do momentu powrotu ostatniego imama, chums jest 20% podatkiem płaconym na początku każdego roku rozrachunkowego, z nadwyżki wypracowanej w ciągu roku przez indywidualną działalność gospodarczą. Historycznie w islamie szyickim, chums był dzielony następująco; 1/2 szła na rzecz imamów, ich potomków i sukcesorów, 1/2 była równo rozprowadzana wśród uczonych i ubogich/potrzebujących/niedołężnych.